# Кассий Агриппа
Кассий Агриппа (лат. Cassius Agrippa) — римский политический деятель первой половины II века.
Агриппа происходил из провинции Вифиния и Понт, очевидно, из Никеи. Он начал свою карьеру в качестве военного трибуна, затем служил квестором. После этого Агриппа был назначен пропретором провинции Крит и Киренаика. Вернувшись из провинции, он стал претором. Затем Агриппа был отправлен в Британию легатом XX Победоносного Валериева легиона. В 130 году он занимал должность консула-суффекта вместе с Тиберием Клавдием Квартином. После этого он находился на посту проконсула Бетики. Дальнейшая его биография не известна.